# Vinci, Toscana
Vinci este un oraș (città) și comună din Provincia Florența, regiunea Toscana, Italia. Este cunoscut datorită proximității cu locul de naștere al lui Leonardo da Vinci.

## Demografie
Vinci - evoluția demografică

|  | Graficele sunt indisponibile din cauza unor probleme tehnice. Mai multe informații se găsesc la Phabricator și la wiki-ul MediaWiki. |

Date: Recensăminte sau birourile de statistică - grafică realizată de Wikipedia

## Orașe înfrățite
- Allentown, SUA
- Amboise, Franța[3]